# Diecezja Jacarezinho
Diecezja Jacarezinho (łac. Dioecesis Iacarezinhoënsis) – diecezja Kościoła rzymskokatolickiego w Brazylii. Należy do metropolii Londrina, wchodzi w skład regionu kościelnego Sul 2. Została erygowana przez papieża Piusa XI bullą Quum in dies numerus w dniu 10 maja 1926.